# Vålådalen

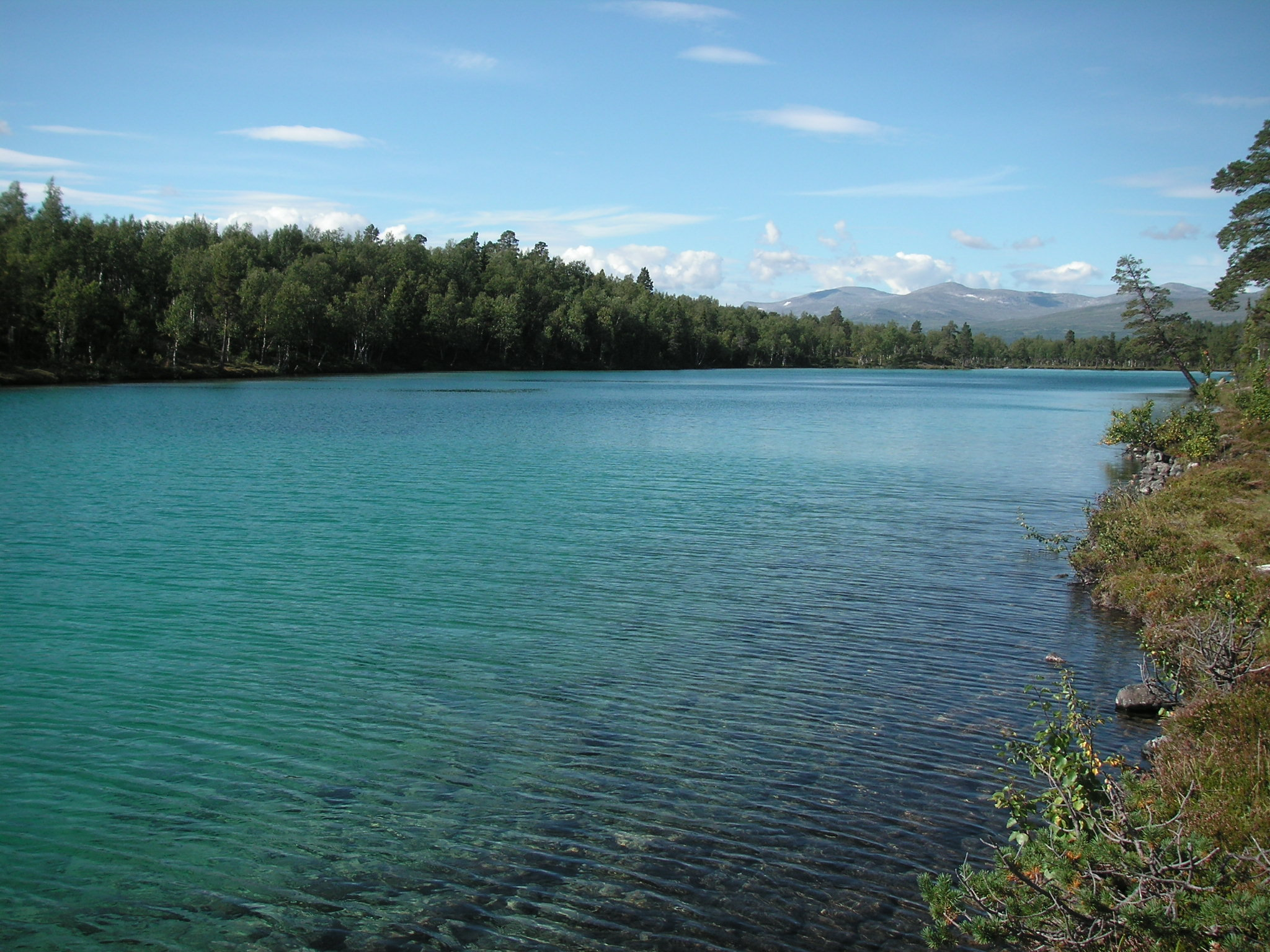
Blanktjärnarna.

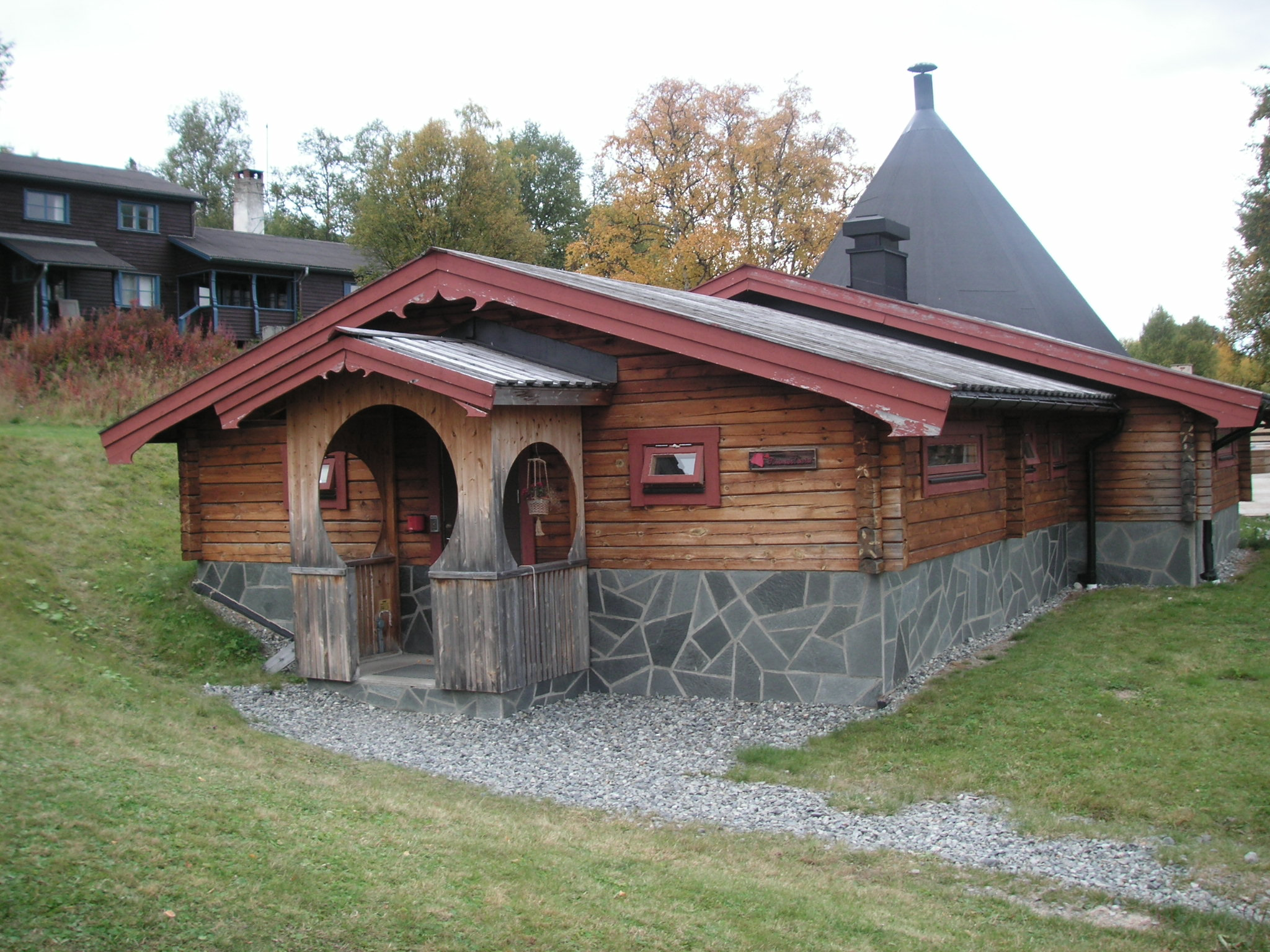
Bastu.

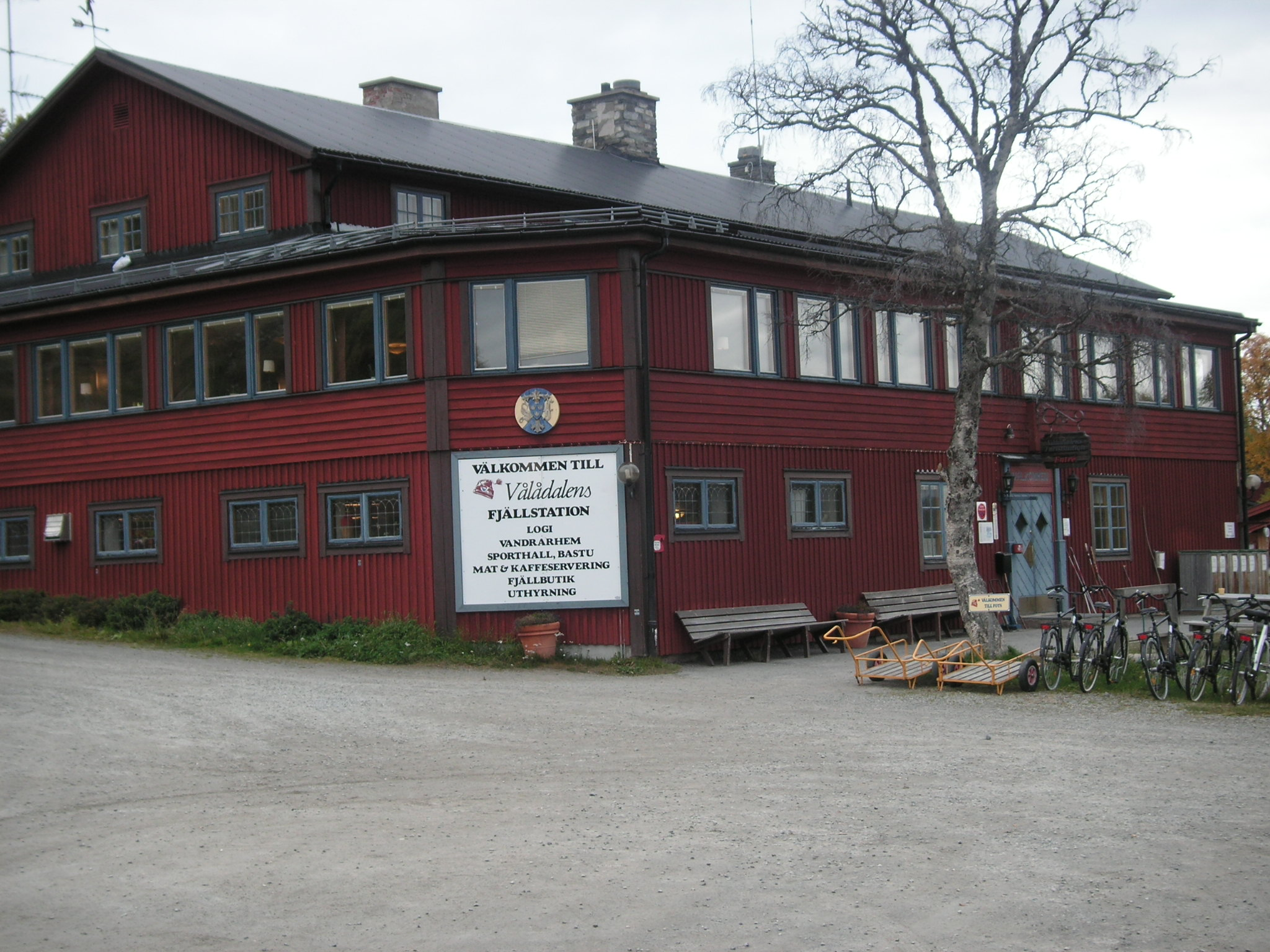
Huvudbyggnad.

Vålådalen (sydsamiska: Bijjie Spädtja) är en klassisk vintersportort i Undersåkers distrikt (Undersåkers socken) i västra Jämtland tre mil söder om Åre vid Ottfjällets fot. Fram till och med år 2000 klassades orten som en småort.

## Historia
I Vålådalen finns Vålådalens fjällstation, invigd 1923, som tidigare var Svenska Turistföreningens största anläggning i fjällvärlden. Förutom stationen, som numera drivs privat, finns ett antal villor och fritidshus. 
Vålådalen är en del av svensk idrottshistoria, och här har många svenska idrottare tränat. Här tränade Gunder Hägg en gång i tiden, myren nedanför turiststationen kallas "Gunders mosse". Hägg slipade också formen genom att springa i den finkorniga sanden runt närbelägna Nulltjärn. Flera landslag har tränat i Vålådalen.
Gösta Olander, som tog över fjällstationen 1930, lade sina träningsläger i Vålådalen under 1950-talet. Gösta Olander dog 1972 och idag finns mycket av hans idrottssouvenirer i ett museum med 600 katalogiserade inventarier, allt från Paavo Nurmis spikskor till Floyd Pattersons boxhandskar.
Idag besöks Vålådalen av idrottsfolk och fjällmänniskor. Sommartid besöks vandringslederna i Vålådalens naturreservat och på fjället. Under sommarmånaderna arrangeras även familjefjällveckor, fjälljoggingläger, fotokurser, orienteringstävlingar och fjällmaraton. Längdåkningen är igång från mitten av oktober, och många av dagens elitåkare har Vålådalen som träningsarena. Sedan hösten 2010 är delar av längdspåren konstsnölagda och det finns en fullstor skidskyttearena med 16 banor och belysning. Sammanlagt finns över 50 km längdspår preparerade för klassiskt och skate. Turåkarna går gärna till de olika fjällstugor som finns runt om Vålådalen, alternativt dagsturer i naturreservatet. Anläggningen har 200 sängplatser fördelade på stugor, hotellrum och vandrarhem. Huvudbyggnaden innehåller restaurang med fullständiga rättigheter och en affär med livsmedel, slöjd och andra varor. Bastu och relaxavdelning med öppen eld, badtunnor, idrottshall med bland annat klättervägg och gym, skidspår och två skidbackar finns i direkt anslutning till anläggningen.

## Vandringsleder
Vålådalen är en utgångspunkt för olika typer av vandringsleder som passar både vuxna och barn. Det finns möjlighet till korta dagsturer i närområdet. De mest kända dagsturerna går till Nulltjärns sandstrand eller Östra Blanktjärnarna.
Från Vålådalen utgår vandringsleder mot Lunndörrsstugan, Vålåstugan, Vallbo samt Anarisstugan. Västerut går leder mot Stensdalen och Gåsen.